# Liste der Stolpersteine in Irsee

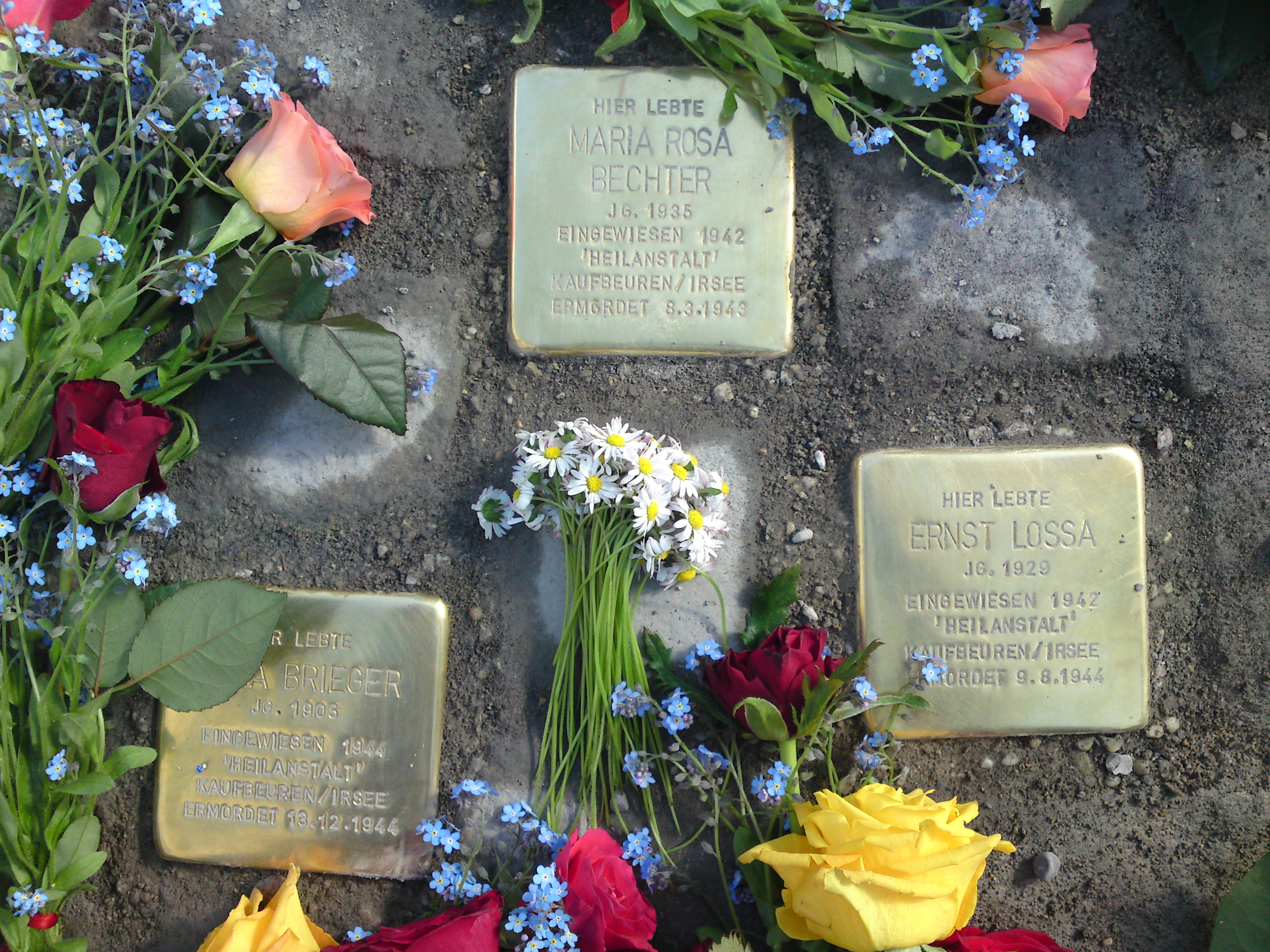
Stolpersteinverlegung vom 16. Mai 2009

Die Liste der Stolpersteine in Irsee führt die vom Künstler Gunter Demnig verlegten Stolpersteine in Irsee auf. Die im ehemaligen Benediktinerkloster Kloster Irsee verlegten Stolpersteine erinnern an die Opfer der „Euthanasie-Morde“ in der Zeit des Nationalsozialismus.

## Heil- und Pflegeanstalt Kaufbeuren-Irsee
Von 1939 bis 1945 wurden in der Heil- und Pflegeanstalt Kaufbeuren-Irsee über 2000 Patienten, darunter auch viele Kinder, zunächst im Rahmen der Aktion T4 und nach dem „offiziellen“ Ende der Aktion T4 1941 im Rahmen der sogenannten „wilden Euthanasie“ und ab 1943 in der Aktion Brandt in Vernichtungsanstalten deportiert. Viele starben durch Unterernährung, die mit dem „Hungerkost-Erlaß“ vom 30. November 1942 legalisiert wurde, oder wurden durch Injektionen mit überdosierten Medikamenten direkt umgebracht.
Ziel dieser Liste ist es, biografische Details zu den Personen zu dokumentieren, zum Teil ergänzt um Informationen und Anmerkungen aus Wikipedia-Artikeln und externen Quellen, um damit ihr Andenken zu bewahren.
Anmerkung: Vielfach ist es jedoch nicht mehr möglich, eine lückenlose Darstellung ihres Lebens und ihres Leidensweges nachzuvollziehen. Insbesondere die Umstände ihres Todes können vielfach nicht mehr recherchiert werden. Offizielle Todesfallanzeigen aus den Krankenanstalten können oft Angaben enthalten, die die wahren Umstände des Todes verschleiern, werden aber unter der Beachtung dieses Umstandes mitdokumentiert.

## Verlegte Stolpersteine
Alle Stolpersteine wurden auf dem Gelände des Klosters Irsee verlegt.
| Stolperstein                          | Inschrift | Name, Leben |
| ------------------------------------- | --- | --- |
| Stolperstein Alois Bauer              | HIER LEBTE ALOIS BAUER JG. 1876 EINGEWIESEN 20.11.1940 ANSTALT KAUFBEUREN-IRSEE 'VERLEGT' 4.6.1941 SCHLOSS HARTHEIM ERMORDET 4.6.1941 AKTION T4         | Alois Bauer wurde am 23. April 1876 in Bodenstein (katholisch) geboren. Er war der Sohn eines Zimmerers und selbst ohne Berufsausbildung und verdingte sich als Tagelöhner. Straffällig geworden wurde Alois Bauer am 16. Juni 1934 aus dem Zuchthaus Straubing in die Pflegeanstalt der Barmherzigen Brüder in Straubing verlegt. Ohne Familie und ohne festen Wohnsitz wurden die Kosten der Unterbringung vom Landesführsorgeverband Schwaben getragen. Am 20. November 1940 wurde Alois Bauer in die Heil- und Pflegeanstalt Kaufbeuren gebracht. Als „Pflegefall“ und „nicht arbeitsfähig“ wurde Alois Bauer in die Nebenstelle Kloster Irsee weiterverlegt. Dort wurde von Dr. Lothar Gärtner am 3. Januar 1941 in der Krankenakte vermerkt: „wirrer Halluzinant“, „Schizophren“ und „voll von Wahnideen“. Schließlich wurde Alois Bauer am 4. Juni 1941 von Kloster Irsee in die Tötungsanstalt Hartheim verlegt und dort in der Gaskammer ermordet. |
| Stolperstein Maria Rosa Bechter       | HIER LEBTE MARIA ROSA BECHTER JG. 1935 EINGEWIESEN 1942 'HEILANSTALT' KAUFBEUREN/IRSEE ERMORDET 8.3.1943                                                | Maria Rosa Bechter wurde am 12. Februar 1935 geboren. Sie wurde am 8. März 1943 in der sogenannten „Kinderfachabteilung“ in Kaufbeuren ermordet. |
| Stolperstein Rosina Biehler           | HIER LEBTE ROSINA BIEHLER JG. 1873 EINGEWIESEN 17.5.1898 ANSTALT KAUFBEUREN-IRSEE 'VERLEGT' 27.8.1940 GRAFENECK ERMORDET 27.8.1940 AKTION T4            | Rosina Biehler, genannt Rosa, wurde am 4. Februar 1873 in Anhausen (katholisch) geboren. Sie verdingte sich als Dienstmagd und wurde am 17. Mai 1898 in die Heil- und Pflegeanstalt Irsee eingewiesen. Am 27. August 1940 wurde sie von Kloster Irsee in die Tötungsanstalt Grafeneck verlegt und dort ermordet. |
| Stolperstein Anna Brieger             | HIER LEBTE ANNA BRIEGER JG. 1905 EINGEWIESEN 1944 'HEILANSTALT' KAUFBEUREN/IRSEE ERMORDET 13.12.1944                                                    | Anna Brieger wurde am 22. November 1905 in Dittersdorf bei Striegau (Schlesien) als Anna Dorothea van Klaeden (evangelisch) geboren. Sie heiratete den jüdischen Arzt Heinrich Brieger und wurde Mutter eines gemeinsamen Sohnes. Heinrich Brieger wanderte, mit seinen vier Kindern aus erster Ehe, 1938 nach Amerika aus, seine Ehefrau erhielt keine Einreiseerlaubnis. 1939 wurde Anna Brieger von ihren Geschwistern wegen „Allgemeiner Unruhe, wirren Reden und einer negativen Haltung“ in das Sanatorium Westend in Berlin-Charlottenburg eingeliefert. Im Sommer 1940 wurde Anna Brieger in die Privatanstalt Tannenfeld in Nöbdenitz (Thüringen) überstellt. Ihr Ehemann hatte angeregt, seine Frau mittels Elektroschocktherapie gegen Schizophrenie zu behandeln. Da diese Therapie in der Privatanstalt Tannenfeld nicht möglich war, wurde Anna Brieger am 9. Mai 1942 in die Universitätsnervenklinik Leipzig verlegt. Vom 13. Mai 1942 bis zum 21. Juli 1942 wurden 20 Schockbehandlungen vollzogen mit geringem Erfolg. Auf Wunsch der Familie wurden zehn weitere Elektroschock-Versuche unternommen. Ab dem 11. September 1942 ist ihr Aufenthalt in der Wahrendorffschen Privatklinik in Ilten bei Hannover belegt. Im Sommer 1943 wurde ein weiterer, erfolgloser Therapieversuch mit dem Krampfmittel Azoman der Firma Boehringer & Sohn unternommen. Anna Brieger wurde schließlich am 16. November 1944 mit einem Transport von 149 Patienten von Ilten in die Heil- und Pflegeanstalt Irsee verlegt. Anna Dorothea Britzer (Briegger) wurde dort am 13. Dezember 1944 von der Krankenschwester Pauline Kneißler auf der Station im „Landhaus“ auch „Tobhaus“ oder „Haus für unruhige Frauen“ genannt (Kloster Irsee) mittels überdosierter Medikamente ermordet. Im Toten-Register der Heil- und Pflegeanstalt Irsee wurde als Todesursache „Hsch“ vermerkt. |
|                                       | HIER LEBTE JOSEFA BÜHLER JG. 1894 [...] 1940 | Josefa Bühler (1884–1940) |
|                                       | HIER LEBTE MARIA FABER JG. 1894 [...] 1944 | Maria Faber (1884–1944) |
|                                       | HIER LEBTE JOSEFA FRIES JG. 1898 [...] 1940 | Josefa Fries (1888–1940) |
| Stolperstein Ludwina Geisenhof        | HIER LEBTE LUDWINA GEISENHOF JG. 1919 'EINGEWIESEN' 16.4.1943 ANSTALT KAUFBEUREN-IRSEE ERMORDET 14.7.1944                                               | Ludwina Geisenhof, genannt Lydia, wurde am 28. September 1919 in Pfronten-Ried (katholisch) geboren. Sie wurde 1940 erstmals wegen „Schwermut“ und „Suizidgefahr“ in die Heil- und Pflegeanstalt Kaufbeuren eingewiesen. Der dortige Direktor der Anstalt Dr. Valentin Faltlhauser empfahl wegen „zweifelsfreier Schizophrenie“ eine Behandlung mittels Insulinkur. Nach Abschluss der Behandlung lebte Lydia Geisenhof wieder im Haushalt ihrer Eltern. Am 16. April 1943 wurde sie vom Amtsarzt wegen „Geisteskrankheit“ und „Gemeingefährlichkeit“ erneut in die Anstalt Kaufbeuren eingewiesen und mit der Elektroschocktherapie behandelt. Nach einer Behandlungsserie von 20 Elektroschocks verschlechterte sich ihr geistiger- und körperlicher Zustand und Lydia Geisenhof wurde pflegebedürftig und zeitweise isoliert. Ihr Zustand besserte sich etwas, als ihre Mutter Albertine Geisenhof (geboren am 14. April 1896 in Rieden bei Aitrach) wegen eines „Nervenzusammenbruchs“ und „Morphinsucht“ ebenfalls in die Heil- und Pflegeanstalt Kaufbeuren eingewiesen wurde. In der Krankenakte wurde vermerkt: „[Ludwina Geisenhof] geht viel an das Bett ihrer schwerkranken Mutter, stellt sich zu ihr an das Kopfende, spricht nichts, berührt sie nicht, stiert nur gerade aus.“ Ihre Mutter stirbt am 19. Januar 1944 an einer Blutvergiftung infolge eines eitrigen Dekubitus. Bei einer Röntgenuntersuchung wurde bei Lydia Geisenhof „eine ausgedehnte Tuberkulose über beide Lungen“ festgestellt, worauf sie am 11. Juli 1944 auf die Infektionsabteilung Irsee verlegt wurde. Lydia Geisenhof wurde am 14. Juli 1944 auf der Station im Hauptgebäude von Kloster Irsee von der Krankenschwester Pauline Kneißler mit einer Überdosis Luminal ermordet. Im Toten-Register der Heil- und Pflegeanstalt Irsee wurde von Dr. Lothar Gärtner als Todesursache „L-Tbc“ vermerkt. |
| Stolperstein Josef Gleixner           | HIER LEBTE JOSEF GLEIXNER JG. 1939 EINGEWIESEN 15.10.1942 ANSTALT KAUFBEUREN-IRSEE ERMORDET 27.11.1943                                                  | Josef Gleixner wurde am 27. Juli 1939 in Kempten (katholisch) geboren. Er war der jüngste Sohn des Lokführers Johann Gleixner und seiner Ehefrau Maria. Zwei ihrer sechs Kinder verstarben bereits früh im Kleinkindalter. Bei Josef Gleixners Geburt am 27. Juli 1939 verstarb auch seine Mutter Maria. Als kränkliches Kind (u. a. Rachitis und septische Ohrenentzündung) wurde beim dreijährigen Josef Gleixner im Städtischen Krankenhaus München-Schwabing „Schwachsinn“ diagnostiziert. Als „gewalttätig und nicht mehr zu halten“ wäre die häusliche Betreuung nicht mehr möglich. Auf Anraten der Ärzte brachte Josef Gleixners Stiefmutter ihn am 15. Oktober 1942 in die Heil- und Pflegeanstalt Kaufbeuren. Dort wurde er der „Kinderfachabteilung“ zur Selektion zugewiesen. Nach Liquor- und Röntgenuntersuchungen wurde dort die Diagnose „Wasserkopf“ gestellt. Während seines Aufenthaltes erhielt er mehrfach Besuch seiner Eltern und Geschwister. Am 14. September 1943 wurde Josef Gleixner nach Kloster Irsee verlegt. Entgegen der Einträge des Pflegepersonals, die Josef Gleixner als „unsauberes, friedfertiges Kind, das dem Personal keine Probleme bereite“ notierte Dr. Lothar Gärtner in der Krankenakte: „Vegetiert hilflos, unrein mit Kot u. Urin; in allen Stücken pflegebedürftig; Essen muß eingegeben werden…ohne Sprachäusserung.“ Josef Gleixner starb am 27. November 1943. Die Beerdigung fand im Beisein der Eltern auf dem Anstaltsfriedhof Irsee statt. Im Toten-Register der Heil- und Pflegeanstalt Irsee wurde von Dr. Lothar Gärtner als Todesursache „Lungenentzündung“ vermerkt. |
| Stolperstein Walburga Kessler         | HIER LEBTE WALBURGA KESSLER JG. 1918 EINGEWIESEN 22.4.1941 ANSTALT KAUFBEUREN-IRSEE ERMORDET 31.7.1944                                                  | Walburga Kessler, genannt „Wally“, wurde 9. Oktober 1918 (katholisch) in Burgberg geboren. Sie war die Tochter von Adolf und Julianna „Julie“ Kessler (geb. Schmid). Walburga Kessler war das vierte von sechs Kindern der Familie. Nach mündlicher Überlieferung konnte Wallburga Kessler weder hören noch sprechen und konnte als Kleinkind wohl nicht eigenständig laufen und wurde daher ständig von ihrer Mutter getragen. Mit 44 Jahren stirbt die Mutter am 12. Februar 1928 im Krankenhaus in Sonthofen. Mit Wirkung des pol. Bezirks Bregenz vom 3. Januar 1929 erhielt Walburga Kessler Heimatschein und Heimatrecht in Österreich. Am 7. Januar 1929 brachte der Vater Walburga in das Jesuheim in Lochau am Bodensee in Österreich. Nach dem Anschluss Österreichs 1938 wurde Walburga Kessler vom Gemeindearzt per amtsärztlichem Gutachten als „krüppelhaft“, „nicht bildungsfähig“ und „unheilbar“ eingestuft. Am 27. Februar 1941 wurde sie vom Deutschen Roten Kreuz abgeholt und in die Heil- und Pflegeanstalt Valduna verlegt. Dort wurde sie am 24. März 1941 als „Taub-Stumme Idiotin“ bezeichnet und in die Heil- und Pflegeanstalt Hall in Tirol überstellt. In der Krankenakte wurde vermerkt: „Walburga Kessler war bettlägrig, verhielt sich ruhig, benötigte keinerlei Medikamente, war vollkommen pflege- und hilfsbedürftig. Wenn Walburga den Arzt oder jemanden vom Personal in ihre Nähe kommen sah, lachte Walburga freudig, gab zum Beispiel zu verstehen, wenn sie beim Essen genug hatte, freute sich, wenn man sich mit ihr etwas abgab. Weinte beim Verlassen der Anstalt, schien doch zu erfassen, dass sie von hier wegkommt“. Später wurde Walburga Kessler in die Heil- und Pflegeanstalt Kaufbeuren und am 2. September 1941 nach Kloster Irsee verlegt. In der Anstalt Irsee wurde Walburga Kessler mittels einer speziell dosierten, fettlosen Hungerkost („E-Kost“) unterernährt. Mit Telegramm vom 31. Juli 1944 wird der Vater Informiert: „Walburga lebensgefährlich erkrankt. Besuch kann wegen Infektionsgefahr nicht gestattet werden. Anstalt Irsee“. Wenig später folgte ein weiteres Telegramm mit der Todesnachricht. Walburga Kessler wurde am 31. Juli 1944 auf der Station im Hauptgebäude von Kloster Irsee von der Krankenschwester Pauline Kneißler ermordet. Im Toten-Register der Heil- und Pflegeanstalt Irsee wurde als Todesursache „Typ-Verdacht“ vermerkt. Der Leichenschauschein wurde mit dem Vermerk der Todesursache „Herzinsuffizienz“ vom Oberarzt der Heil- und Pflegeanstalt Irsee Dr. Lothar Gärtner ausgestellt und unterzeichnet. Am 1. Juli 2014 wurde ein weiterer Stolperstein für Walburga Kessler in ihrem Geburtsort Burgberg verlegt. |
| Stolperstein Ernst Lossa              | HIER LEBTE ERNST LOSSA JG. 1929 EINGEWIESEN 1942 'HEILANSTALT' KAUFBEUREN/IRSEE ERMORDET 9.8.1944                                                       | Ernst Lossa wurde am 1. November 1929 in Augsburg geboren. Er gehörte der Minderheit der Jenischen an. Seine Mutter Anna Lossa starb 1933, als er vier Jahre alt war. Sein Vater Christian Lossa wurde von den Nationalsozialisten als „Zigeuner“ verfolgt und 1939 in das Konzentrationslager (KZ) Dachau gebracht. Sein Vater starb nach unterschiedlichen Berichten im KZ Mauthausen oder im KZ Flossenbürg. Ernst Lossa und seine zwei Schwestern wurden in einem Kinderheim in Augsburg-Hochzoll untergebracht. Ernst Lossa beging dort in der Schule einige Diebstähle. Am 15. Februar 1940 kam Ernst Lossa wegen „Unerziehbarkeit“ in das Jugenderziehungsheim Indersdorf bei Dachau, wo ihm unter anderem weitere, zahlreiche Diebstähle vorgehalten wurden. Es wurde von Dr. Katharina Hell von der Deutschen Forschungsanstalt für Psychiatrie in München ein psychiatrisches Gutachten erstellt, in dem es zusammenfassend hieß, dass es sich bei Lossa „zweifellos um einen an sich gutmütigen, aber völlig willenlosen, haltlosen, fast durchschnittlich begabten, triebhaften Psychopathen“ handele. „Er wird bei seiner starken Triebhaftigkeit voraussichtlich nicht wesentlich gebessert werden können“. Als „Degenerationszeichen“ wurde im Gutachten die Längengleichheit von Ring- und Zeigefinger der rechten Hand notiert. Enst Lossa wurde daraufhin am 20. April 1942 zwangsweise in die Kinderfachabteilung der Heil- und Pflegeanstalt Kaufbeuren eingewiesen. Dort verhielt er sich weiterhin auffällig und unangepasst, wurde aber nach späteren Aussagen von Mitarbeitern der Heil- und Pflegeanstalt auch geschätzt, weil er liebenswürdig und hilfsbereit war. Er versuchte öfter, hungernden Kranken Nahrungsmittel zu geben, die er zuvor gestohlen hatte. Lossa wurde am 5. Mai 1943 in die Zweiganstalt Irsee verlegt, wo er am 9. August 1944 mit der „Giftspritze“ ermordet wurde. In seinem Leichenschauschein wurde als „Grundleiden“ „Asocialer Psychopath“ eingetragen, unter „Todesursache“ „Bronchopneumonie“ und als Sterbeort Anstalt Irsee. Ausgestellt wurde der Leichenschauschein durch den stellvertretenden ärztlichen Leiter von Kaufbeuren und Oberarzt von Irsee, Dr. Lothar Gärtner. In seiner Zeugenaussage erklärte ein Krankenpfleger später, dass er sich geweigert habe, Lossa mit Luminal totzuspritzen. Er habe danach beobachtet, wie die Krankenpflegerin Pauline Kneißler Lossa im Beisein von Dr. Valentin Faltlhauser und vom Verwaltungsleiter Josef Frick eine Spritze verabreichte, wobei Lossa eingeredet wurde, es sei eine Impfung gegen Typhus. |
|                                       | HIER LEBTE XAVER RAGER JG. 1898 [...] 1941 | Xaver Rager (1898–1941) |
| Stolperstein Karoline Josefine Thomas | HIER LEBTE KAROLINE JOSEFINE THOMAS JG. 1884 EINGEWIESEN 23.12.1927 ANSTALT KAUFBEUREN-IRSEE 'VERLEGT' 27.8.1940 GRAFENECK ERMORDET 27.8.1940 AKTION T4 | Karoline Josefine Thomas wurde am 16. Dezember 1884 (oder 1. April oder 21. April 1884) in Nördlingen als Karoline Josefine Besel (katholisch) geboren. Sie arbeitete seit ihrem 15. Lebensjahr als Dienstmädchen. 1906 heiratete sie in Berg/Thurgau den dort ortsansässigen Coiffeur Fritz Thomas, führte den gemeinsamen Haushalt und arbeitete im Friseurgeschäft ihres Mannes mit. 1916 wurde Karoline Thomas erstmals für vier Wochen im Sanatorium Kilchberg wegen Depressionen stationär behandelt. Am 12. August 1927 folgte eine Aufnahme wegen „plötzlicher Erregungszustände“ in die Psychiatrische Anstalt in Münsterlingen am Bodensee. Als deutsche Staatsbürgerin wurde Karoline Thomas am 23. Dezember 1927 in die Heil- und Pflegeanstalt Kaufbeuren verlegt. 1930 forderte die Stadt Berg ein Psychiatrisches Gutachten „zwecks Einleitung eines Bevormundungsverfahrens“ ein. Vom Kaufbeurer Gutachter wurde eine „Schizophrene Psychose“ diagnostiziert und empfahl eine Entmündigung wegen „Geistesschwäche“ auszusprechen. Eine Besserung ihres Gesundheitszustandes trat nicht ein und so wurde Karoline Thomas am 20. Juli 1931 nach Kloster Irsee überstellt. In der Krankenakte der Heil- und Pflegeanstalt Irsee wird „unruhiges Verhalten, Halluzinationen und Zerstörungen… Zeitweise etwas ruhiger“ notiert. Besuche ihres Ehemannes oder ihrer Schwester sind nicht dokumentiert. Am 6. Mai 1932 bat Fritz Thomas letztmals postalisch um Auskunft über das Befinden von „Lina Besel geschiedene Frau Thomas“. Karoline Thomas wurde am 27. August 1940 in die Tötungsanstalt Grafeneck verlegt und dort ermordet. |
| Stolperstein Konrad Viertler          | HIER LEBTE KONRAD VIERTLER JG. 1933 EINGEWIESEN 27.8.1942 ANSTALT KAUFBEUREN-IRSEE ERMORDET 12.10.1943                                                  | Konrad Viertler wurde am 12. Februar 1933 (katholisch) in Gsies-Pichl, Südtirol, geboren. Er war der Sohn von Anna und Simon Viertler und hatte acht Geschwister. Nach dem Hitler-Mussolini-Abkommen vom 21. Oktober 1939 über die Umsiedlung der deutschen Bevölkerung in Südtirol wurde die Familie Viertler in Prenning bei Deutschfeistritz (Steiermark) angesiedelt. Bei den zur Einbürgerung üblichen Reihenuntersuchungen wurde bei Konrad Viertler Einschränkungen bei seiner geistigen- und körperlichen Entwicklung festgestellt. Die Mutter brachte ihn in die Pflegeeinrichtung St. Josefs-Institut in Mils bei Hall in Tirol. Am 27. August wurde Konrad Viertler gemeinsam mit neun anderen Südtiroler Kindern, auf Betreiben des „Reichsausschuß zur wissenschaftlichen Erfassung von erb- und anlagebedingten schweren Leiden“ von Mils in die Kinderfachabteilung der Heil- und Pflegeanstalt Kaufbeuren verlegt. Die Familie wurde darüber erst Wochen später informiert. Während die anderen neun Südtiroler Kinder zu Tbc-Impfversuchen herangezogen wurden, wurden bei Konrad Viertler keine medizinischen Behandlungen in die Krankenakte eingetragen. Sein Zustand wird in der Krankenakte als „immer gleich stumpf“ oder „täppisch“, „gleich plump“ und „schwerfällig“ mit der Bemerkung „Unveränderter Zustand. In letzter Zeit dadurch unangenehm daß er die anderen Jungen beißt“, beschrieben. Am 22. Juni 1943 wurde Konrad Viertler nach Kloster Irsee verlegt. Konrad Viertler verlor sein Leben am 12. Oktober 1943. Im Toten-Register der Heil- und Pflegeanstalt Irsee wurde als Todesursache „Lungenentzündung“ vermerkt. Mit größter Wahrscheinlichkeit wurde Konrad Viertler mittels überdosierten Medikamenten ermordet. |

## Verlegedaten
- 16. Mai 2009: Maria Rosa Bechter, Anna Brieger, Ernst Lossa
- 14. September 2015: Alois Bauer, Rosina Biehler, Ludwina Geisenhof, Josef Gleixner, Walburga Kessler, Karoline Josefine Thomas und Konrad Viertler
- 20. März 2023: Josefa Bühler, Maria Faber, Josefa Fries und Xaver Rager